# Sarotrocercus
Sarotrocercus oblitus
Genre
Espèce
Sarotrocercus est un genre éteint d'arthropodes de petite taille (1,6 centimètre de long pour les plus grands).
Il a été découvert uniquement au Canada dans les schistes de Burgess datés du Cambrien moyen, il y a environ 505 Ma.
Une seule espèce est rattachée au genre : Sarotrocercus oblitus, initialement oblita et renommée oblitus par J. T. Haug et al. en 2011.

## Étymologie
Le nom de genre Sarotrocercus est composé du mot grec ancien « sarotes » qui signifie « balayeur » et « kerkops », « un singe à longue queue », en référence à l'aspect de sa queue.
Le nom féminin initial de l'espèce, oblita, vient du latin « oblitus », « oublié ». Il ferait référence au fait que plusieurs spécimens de cette espèce avaient tout d'abord été considérés comme des fragments d'autres animaux fossiles,.

## Description
Sarotrocercus oblitus présentait un bouclier céphalique suivi d’un corps composé de neuf segments et d’une pointe caudale dotées d’une série de piquants à son extrémité. Une paire de gros yeux à l’extrémité de pédoncules émergeait à l’avant du bouclier. La tête portait une paire de robustes appendices se terminant par un segment bidenté. Dix paires d’appendices de structure allongée en forme de peigne, probablement des rameaux branchiaux, figuraient au niveau de la tête (une paire) et sur les neuf segments du corps (neuf paires).